# Nikolai Alexejewitsch Schlenjow
Nikolai Alexejewitsch Schlenjow (russisch Николай Алексеевич Шленёв; * 1777; † 6. Märzjul. / 18. März 1863greg. in St. Petersburg) war ein russischer Bergbauingenieur.

## Leben
Schlenjow studierte in St. Petersburg an der Bergbau-Schule mit Abschluss 1796. Darauf arbeitete er in den Hüttenwerken im Altai. Er wurde Geschäftsführer des Salairer Bergwerks und dann der Susuner Kupferhütte.
1811 kam Schlenjow im Zusammenhang mit einer Inspektion als Oberbergmeister in den Ural. Er prospektierte die Gold-Lagerstätten bei Werchni Ufalei. 1814 wurde er Bergbau-Chef der Jekaterinburger Hüttenwerke und der Stadt Jekaterinburg. Sein Mitarbeiter Lew Iwanowitsch Brusnizyn, den er sehr schätzte und unterstützte, entdeckte die ersten Gold-Seifen. Dazu war Schlenjow General en chef der Bergakademie Jekaterinburg. Nach Arbeiterunruhen in den Berjosowskier Betrieben wurde er entlassen.
1822 wurde Schlenjow Vizedirektor des Departements für Bergbau und Salz-Angelegenheiten des Finanzministeriums in St. Petersburg. 1823 wurde er als Ehrenmitglied in die Freie Gesellschaft für Sprache, Wissenschaft und Künste gewählt, die in St. Petersburg 1801–1826 bestand. 1830 wurde er Kommandeur des Bergbau-Kadettenkorps in St. Petersburg.
1835 wurde Schlenjow als Nachfolger Jewgraf Petrowitsch Kowalewskis Chef der Altaier Hüttenwerke und Zivilgouverneur des Gouvernements Tomsk. Ende 1837 schied er aus beiden Ämtern und kehrte nach St. Petersburg zurück. Sein Nachfolger wurde Friedrich Beger.
1838 wurde Schlenjow Vizedirektor des St. Petersburger Münzhofs. Er wurde Ehrenprofessor der Universität St. Petersburg und der Universität Kasan.
Schlenjow wurde auf dem Smolensker Friedhof in der orthodoxen Abteilung begraben.